# Rob Liefeld
 (avril 2022).
Si vous disposez d'ouvrages ou d'articles de référence ou si vous connaissez des sites web de qualité traitant du thème abordé ici, merci de compléter l'article en donnant les références utiles à sa vérifiabilité et en les liant à la section « Notes et références ».
Robert Liefeld, plus connu sous le nom de Rob Liefeld, est un auteur et éditeur de comics américain né le 3 octobre 1967 à Anaheim, Californie. Il est connu pour avoir co-créé le super-héros Cable avec l'écrivaine Louise Simonson, ainsi que le personnage Deadpool avec l'écrivain Fabian Nicieza. 
Au début des années 1990, Liefeld se fait connaître grâce à ses travaux sur la série de Marvel Comics The New Mutants, et par la suite X-Force. En 1992, lui et six autres auteurs, Jim Lee, Whilce Portacio, Marc Silvestri, Erik Larsen, Todd McFarlane et Jim Valentino, quittent l'éditeur Marvel pour former ensemble la société Image Comics. Cependant, le label de Liefeld ne gagne pas les faveurs des critiques.
Il est l'un des auteurs de comics « modernes » les plus controversés. Bien qu'il ait connu un grand succès dans les années 1990, son style de plus en plus irréaliste et exagéré auquel viennent s'ajouter des accusations de plagiat lui ont valu d'être sur-nommé « L'homme le plus détesté dans le domaine des comics » (The Most Hated Man in Comics).

## Biographie
En 1985, à l'âge de 18 ans, Liefeld achève son premier travail publié : le crayonnage pour une mini-série avec les super-héros Hawk and Dove pour DC Comics. Après quelques disputes avec ses collaborateurs chez DC, il part pour rejoindre Marvel Comics, où il devient en 1990 le dessinateur régulier des New Mutants (à partir du numéro 86), une série qui met en scène de jeunes X-Men. La popularité de ses dessins lui permet de prendre un contrôle progressif sur l'histoire de la série. Il est souvent crédité pour avoir créé un nouveau chef d'équipe, le très musculeux et très puissamment armé cyborg à l’œil luisant Cable, qui devient rapidement un anti-héros très populaire. Pourtant, le personnage qui était destiné à devenir Cable, Nathan Christopher Summers, avait déjà été créé en 1986 par Chris Claremont.
Liefeld crée également l'assassin Deadpool, et un groupe de mutants immortels appelés The Externals. Ces deux créations ont beaucoup de succès, mais lui valent aussi ses premières accusations de plagiat lorsque les fans remarquent des similarités entre Deadpool et le personnage DC Deathstroke, et entre les Externals et les immortels de Highlander.
Avec le numéro 98 des New Mutants, Liefeld assume l'entière responsabilité créative de la série en réalisant les crayonnés, les encrages, alors que le scénario a été écrit avec l'assistance de Fabian Nicieza pour les dialogues. Il crée la X-Force, une force armée mutante inspirée du film Platoon. Le premier numéro de X-Force en 1991 est vendu à quatre millions d'exemplaires, un record qui sera par la suite battu par le premier numéro des X-Men illustrés par Jim Lee. Dans les deux cas, ce sont des éditions différentes du même comics qui multiplient les ventes. Tandis que les X-Men utilisaient différentes couvertures (un stratagème apparu en France pour des séries de bande dessinée à succès comme Sillage), la X-Force proposait des cartes à collectionner inédites jointes au comics.
Les relations entre Liefeld et Marvel commencent à décliner en 1991, quand il annonce son projet de publier une série originale titrée The X-Ternals chez le concurrent Malibu Comics. Face à la perte de son travail chez Marvel et aux menaces de procès qui bloquent son nouveau projet, il abandonne et incorpore les Externals à sa série X-Force.
Accompagné de six autres artistes, Marc Silvestri, Jim Lee, Erik Larsen, Jim Valentino, Todd McFarlane et Whilce Portacio, Liefeld quitte Marvel pour former la société Image Comics en 1992. Cette migration est parfois appelée « the X-Odus », la plupart d'entre eux ayant travaillé sur des titres des X-Men. Avec les super-héros de Liefeld, le comicbook des Youngblood est le premier à sortir en librairie, et contient beaucoup d'éléments stéréotypés : muscles, poitrines, armes et explosions exagérées, ainsi que beaucoup de violence. Les personnages des séries sont souvent considérés comme des dérivés des personnages Marvel.
Dans la structure Image, Rob Liefeld dirige deux labels : Extreme Studios et Maximum Press. Quand Image commence à publier, on retrouve de moins en moins les dessins de Liefeld, ce dernier étant très accaparé ses nouvelles responsabilités d'éditeur. Certaines personnes attribuent plutôt cette absence à sa fortune récemment acquise et à l'absence de contrainte hiérarchique. Il continue néanmoins à s'occuper des scénarios pour Youngblood et ses divers spin-offs comme l'ersatz de Superman, Supreme, ainsi que la femme fatale Glory. Les critiques n'approuvent guère plus ces personnages, et si les ventes dans les librairies semblent importantes, les chiffres définitifs sont étonnamment faibles. Plus tard dans l'année, Liefeld et Lee retournent chez Marvel pour relancer quelques classiques de la société dans une saga appelée Heroes Reborn (la renaissance des héros, en anglais). Liefeld s'engage à co-écrire avec Jeph Loeb douze numéros des Vengeurs, et dessine douze numéros de Captain America. Il n'arrive cependant pas à suivre son calendrier, et ses sorties reçoivent par la suite un accueil peu enthousiaste. Marvel met fin à son contrat et transmet la charge des séries au studio de Jim Lee.
En 1996, Liefeld quitte Image Comics après certains désaccords avec ses partenaires, qui poussent notamment Marc Silvestri à quitter temporairement la société. La presse décrit cet événement comme un effet de la mauvaise réputation de Liefeld qui entachait l'image de la société. Subissant quelques revers financiers, il regroupe ses intérêts pour fonder une nouvelle maison d'édition appelée Awesome Comics.
Liefeld et Loeb tentent rapidement de redonner vie à leurs scénarios destinés à Captain America en créant un nouveau personnage Awesome : Agent America, à l'apparence et l'historique presque identique à celui de Captain America. Cela permet à Liefeld de réutiliser ses dessins de Captain America avec des modifications mineures. Devant les menaces de procès de Marvel, Liefeld achète les droits de Fighting American, un super-héros patriotique qui avait disparu de la circulation, créé dans les années 1960 par les créateurs de Captain America, Joe Simon et Jack Kirby. Sa version du Fighting American était aussi très proche du personnage Marvel (son bouclier ne contenait pas d'étoile au milieu et le logo apparaissait sur son torse). Marvel et Liefeld se mettent alors d'accord sur les limites à respecter pour qu'il puisse utiliser son personnage. Par exemple, Fighting American n'a pas le droit de lancer son bouclier.
Pendant ce temps, Liefeld engage le légendaire scénariste Alan Moore pour relancer plusieurs de ses créations sur le déclin. Moore écrit quelques numéros de Youngblood et de Glory, alors que son plus gros travail concerne la série Supreme, qui rend hommage à « l'ère Mort Weisenger » de Superman. Awesome, à l'instar des autres labels de Liefeld, commence néanmoins à accumuler des retards successifs, provoquant un calendrier de publications imprévisible, et une impopularité croissante chez les lecteurs.
Même si les erreurs de Liefeld, autant en tant qu'entrepreneur que en tant qu'auteur, sont la cause des problèmes de ses labels, une faille fondamentale est celle de son business model. En effet, ses projets commencent tous en trombe, gonflés par des acheteurs de spéculateurs de comics et des options sur les droits TV/cinéma, tout en n'atteignaient jamais le retour sur investissement désiré par les investisseurs.
Liefeld retourne ensuite travailler sur la franchise X-Men, crayonnant des couvertures ou des intérieurs de Cable ou X-Force, qui continuent à être populaires jusqu'aux débuts des années 2000, époque à laquelle ces séries sont finalement abandonnées.
En 2004, il retrouve Fabian Nicieza pour une mini-série X-Force, et illustre les premières couvertures de Cable et Deadpool. La même année, Liefeld fonde Arcade Comics et annonce sa volonté de poursuivre Youngblood.
Liefeld lance un nouveau site web en mai 2005 avec un webcomic en ligne appelé Shrink. À la même période, il travaille pour DC Comics sur les Teen Titans, et travaille à nouveau sur Deadpool à travers la série Deadpool Corps.

En août 2012, il annonce son départ du monde du comics pour une durée indéterminée[réf. nécessaire].

## Le style Liefeld
Tandis que les admirateurs de Liefeld considèrent ses dessins comme étant énergiques, son style a été largement critiqué pour sa flamboyance excessive, son utilisation arbitraire des hachures, et surtout pour ses anatomies improbables. 
Plusieurs de ses personnages comportent de nombreuses similarités avec des héros existants, ce qui a conduit à différentes accusations de plagiat. Il est aussi connu pour avoir modifié l'ordre de certains dessins des New Mutants, cela afin de cacher qu'il modifiait l'histoire sans en informer le scénariste ou l'éditeur au préalable.
Certains lecteurs s'accordent à dire que les dessins exagérés et la part déclinante de développements des personnages dans les scénarios se sont largement répandus dans le début des années 1990, et que Liefeld n'est qu'un exemple parmi d'autres d'un déclin généralisé représentatif de cette époque.